# 戰國會要
《戰國會要》，楊寬、吳浩坤主編，凡一百六十卷。
「戰國會要」分世系、礼、乐、舆服、学校、运历、祥异、职官、选举、民族、食货、兵、刑法、方域等，記事上起春秋，下至戰國時代。上海古籍出版社出版。